# Tarento

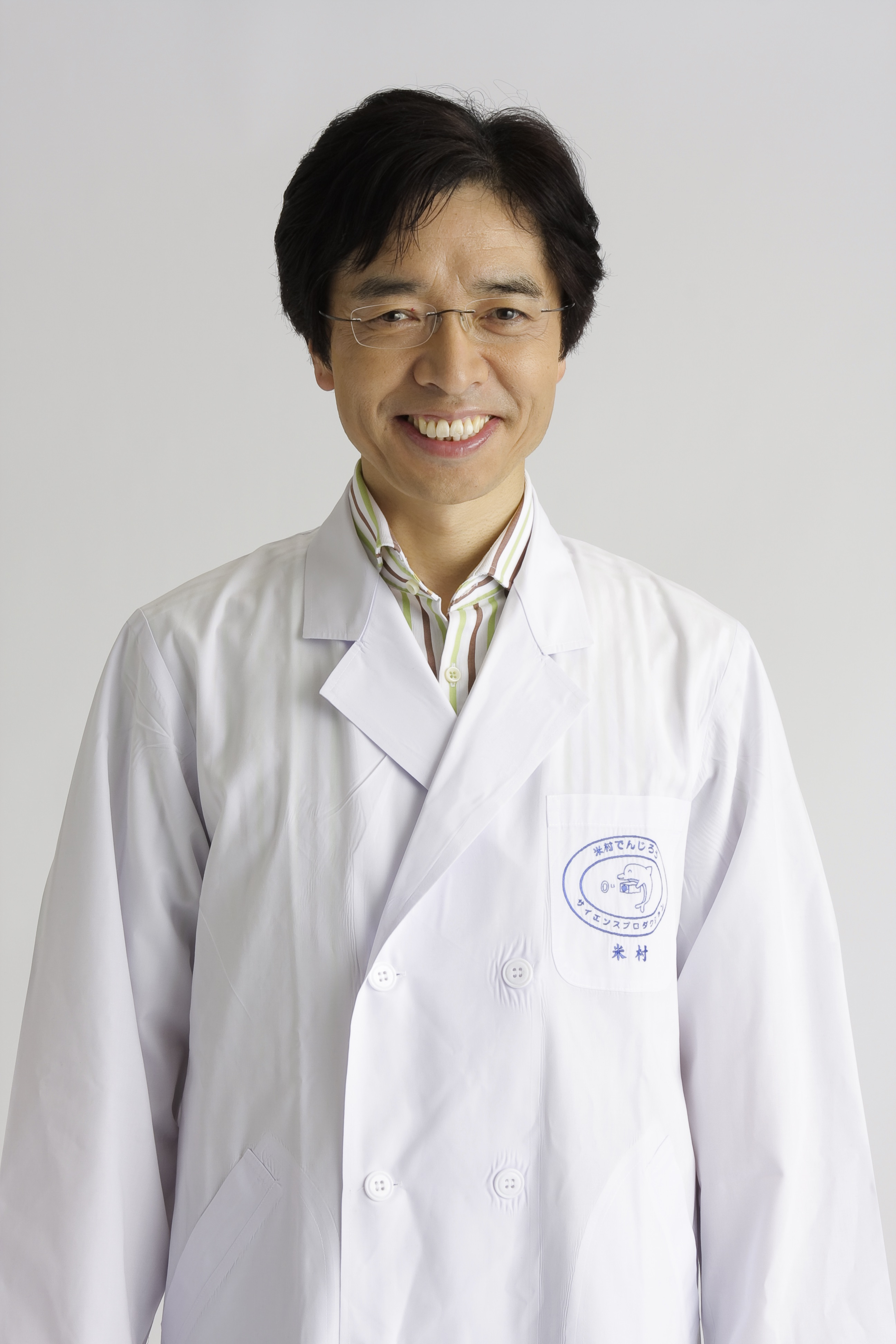
Denjiro Yonemura

Pour les articles homonymes, voir Talento.
Tarento (タレント, parfois transcrit talento) est un faux anglicisme japonais tiré du mot anglais talent[réf. souhaitée], utilisé pour parler des personnalités qui apparaissent régulièrement à la télévision, à la radio et dans d'autres médias de masse,.

## Description
On trouve notamment comme types de tarento :
- les owarai tarento (お笑いタレント?) : des humoristes, les trois plus grands étant Tamori, Beat Takeshi et Sanma Akashiya (en) ;
- les tarento seijika (タレント政治家?) : des personnalités politiques, généralement des tarento ayant profité de leur notoriété pour faire de la politique (Shintarō Ishihara, Hideo Higashikokubaru (en)), parfois l'inverse (Kōichi Hamada (ja), Taizō Sugimura (en)) ;
- les gaikokujin tarento (外国人タレント?) : des tarento étrangers (non-japonais), tel Dave Spector ou Julie Dreyfus (également actrice) ;
- les supōtsu shusshin tarento (スポーツ出身タレント?) : des sportifs, tels que Kunishige Kamamoto, Masakiyo Maezono et Shoji Jo dans le football, Miyuki Takahashi en volley-ball, Ai Sugiyama, Kimiko Date et Shūzō Matsuoka sur le tennis ou encore Hiroko Yamasaki pour la gymnastique rythmique ;
- et les maruchi tarento (マルチタレント?, multi talent) : à la fois acteurs, chanteurs, seiyū (doubleur), animateurs, etc.

Il existe aussi des rōcaru tarento (ローカルタレント, local talent), connus dans une région spécifique.
Des idol (アイドル, aidoru) et junior idol (ジュニアアイドル, junia aidoru) peuvent également être des tarento.